# Родниковые Пруды
Родниковые Пруды — посёлок в Майнском районе Ульяновской области. Входит в состав Игнатовского городского поселения.

## География
Расстояние до районного центра Майна 27 км, расстояние до областного центра Ульяновск 75 км.

## История
Основан в 1932 году, как советское хозяйство (совхоз) № 206 им. Калинина Ульяновского государственного треста свиноводческих советских хозяйств Белоозерского сельского совета с. Белое Озеро Майнского района Средневолжского края. С 1946 по 1956 года посёлок совхоза входил в Игнатовский район.
В 1986 г. Указом Президиума ВС РСФСР посёлок совхоза имени Калинина переименован в Родниковые Пруды.

## Население
| 2010 |
| ---- |
| 367  |

## Достопримечательности
- Родник, святой источник Владимирской иконы Божией Матери[4].
- Памятник воинам, погибшим в Великой Отечественной войне (п. Родниковые Пруды, 70-е гг.)[5]